# Anisotome
Anisotome är ett släkte i familjen flockblommiga växter. Dess arter förekommer på Tasmanien och Nya Zeeland. Släktet beskrevs av Joseph Dalton Hooker 1844.

## Arter
Anisotome innefattar 17 accepterade arter:
- Anisotome acutifolia
- Anisotome antipoda
- Anisotome aromatica
- Anisotome brevistylis
- Anisotome capillifolia
- Anisotome cauticola
- Anisotome deltoidea
- Anisotome filifolia
- Anisotome flexuosa
- Anisotome haastii
- Anisotome imbricata
- Anisotome lanuginosa
- Anisotome latifolia
- Anisotome lyallii
- Anisotome patula
- Anisotome pilifera
- Anisotome procumbens